# Independența (Galați)
Pour les articles homonymes, voir Independența.
Independența est une commune du județ de Galați en Roumanie.